# Bondeskiver
 Der er for få eller ingen kildehenvisninger i denne artikel, hvilket er et problem. Du kan hjælpe ved at angive troværdige kilder til de påstande, som fremføres i artiklen.

Bondeskiver var et ikke-kommercielt, uafhængigt pladeselskab oprettet 1982 i Himmerland af folkene bag punkgruppen Freshly Riots, først og fremmest for at varetage denne gruppes interesser. Aktiviteterne stoppede helt i 1987.
Helt i tidens ånd og inspireret af de ting der skete i England med de alternative pladeselskaber, begyndte Bondeskiver at udgive primitive kassettebånd, som på den tid
blev regnet som rigtige udgivelser, på lige fod med vinylalbum og senere cd.
I 1983 så den første grammofonplade dagens lys. En 7" EP med gruppen Freshly Riots: seks numre, gatefold cover, tekster til samtlige numre, fotos og overdreven lang takkeliste med personer, som kun i periferien havde noget med sagen at gøre.
I 1984 udgav selskabet lp'en, Complication – "A Danish Compilation", som er en opsamling med tidens undergrundsbands.

## Diskografi
- BOND 001: Freshly Riots – Enola Gay – MC, april 1982
- BOND 002: Freshly Riots – Perhaps – MC, juli 1982
- BOND 003: Gangbang – Spunk – MC, 1983
- STIV 1: Freshly Riots – Delightfully Fresh – 7", april 1983
- BOND 004: Næste Uges Tv – Det døde hus – MC, december 1983
- BOND 005: Jens Unmack – Klarhed At Elske – MC, maj 1984
- KOLOS 1: Freshly Riots – Hope – LP, maj 1984
- KOLOS 2: Div. Complication, A Danish Compilation – LP, juni 1984
- BOND 006: Freshly – Fry / Born Under Stars – MC, april 1985
- KOLOS 3: Freshly – Air (Quoth She) – LP, 16. april 1986